# Crypte du martyrium de saint Denis

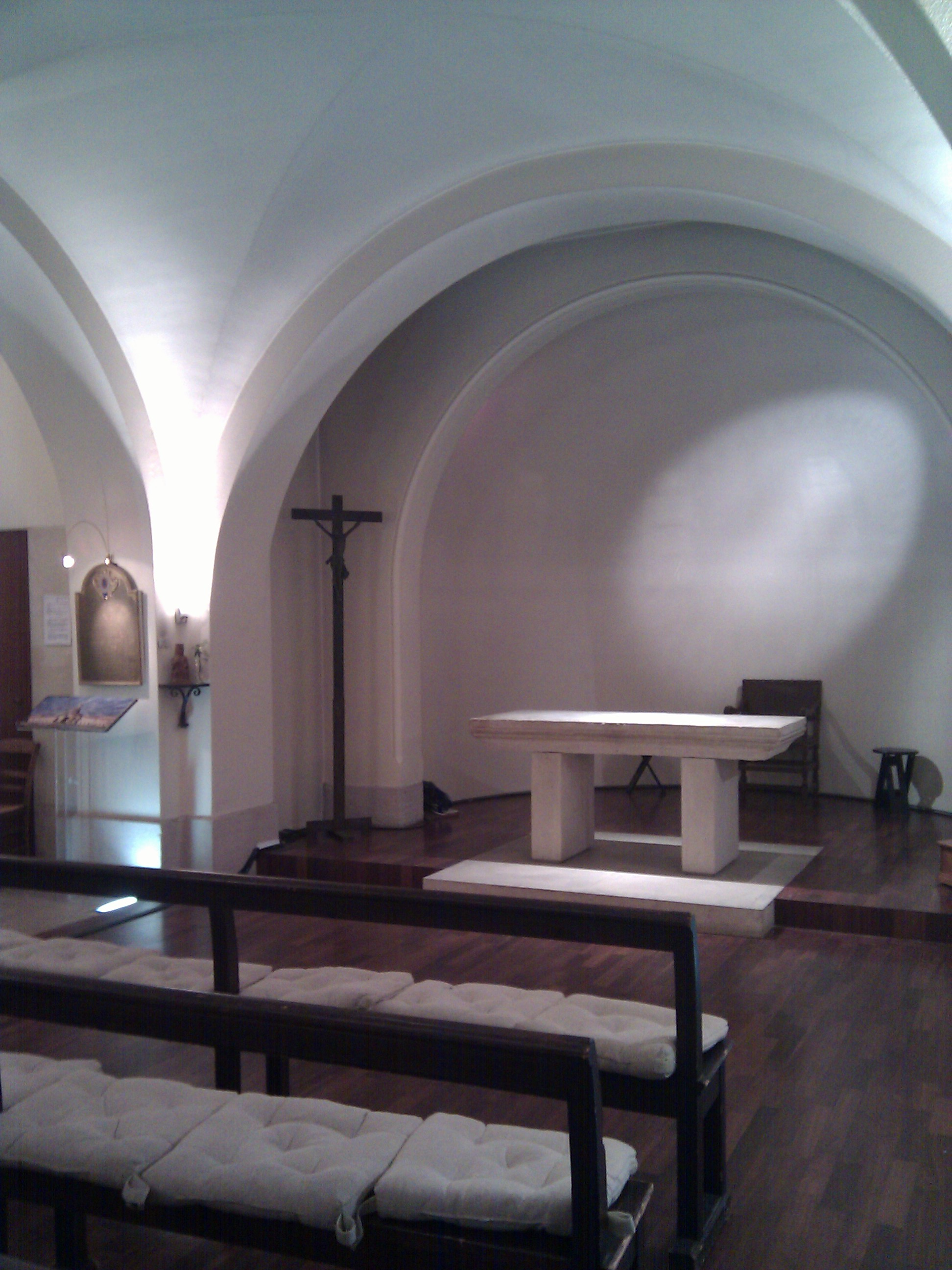
Vue de l'autel et du chœur de la crypte.

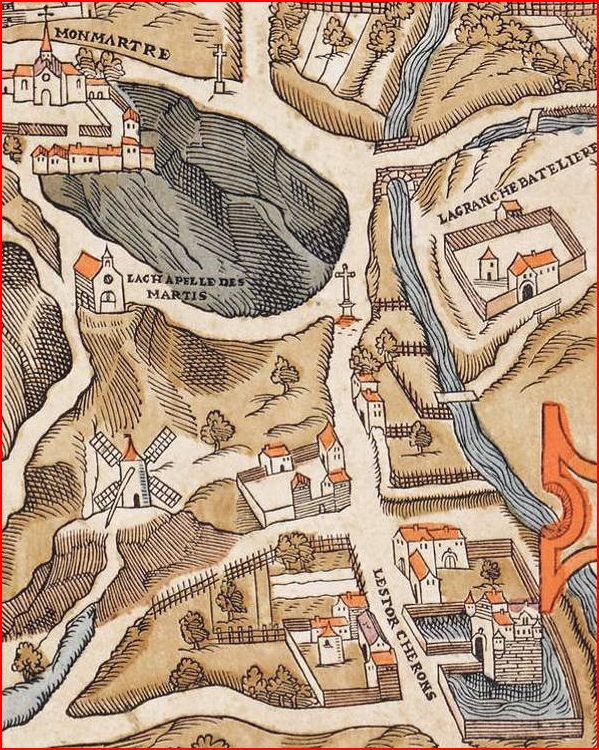
La chapelle sur le plan de Truschet et Hoyau.

La crypte du martyrium de saint Denis est un édifice religieux du quartier de Montmartre, au 11, rue Yvonne-Le-Tac, dans le 18e arrondissement de Paris. Elle est le lieu de plusieurs épisodes marquants de l'histoire religieuse.

## Historique
La crypte est censée se trouver sur le lieu de la décapitation de Denis de Paris, chrétien martyrisé au IIIe siècle. Dès le Ve siècle, ce lieu à mi-pente de la butte Montmartre devient un pèlerinage où se rend notamment Geneviève de Paris. Une chapelle y est établie vers le IXe siècle.
En 1133, la reine Adèle de Savoie fonde l'abbaye de Montmartre, une abbaye féminine bénédictine, de qui relève la chapelle de la crypte qui tombait en ruine au XIe siècle. Elle est consacrée par le pape Eugène III, Bernard de Clairvaux et Pierre le Vénérable, et reçoit en 1169 Thomas Becket en pèlerinage.
Le 15 août 1534, Ignace de Loyola, François Xavier, Pierre Favre et quatre autres compagnons y prononcent des vœux religieux de pauvreté et de chasteté, et font la promesse de se rendre en pèlerinage à Jérusalem tous les deux ans pour convertir les infidèles. Ce « vœu de Montmartre » est reçu par Pierre Favre, alors seul prêtre du groupe, au moment où il leur donne la communion. Il est à l'origine de la Compagnie de Jésus qui sera approuvée en 1540.
Au cours de la restauration de la chapelle en 1611, un escalier qui mène à l'ancienne crypte est découvert. Des dizaines de milliers de Parisiens s'y rendent en pèlerinage et un prieuré, dépendant de l'abbaye qui se trouve au sommet de la colline y est fondé en 1613. 
Ce prieuré s'étend et devient l' « abbaye d'en bas » qui remplace en 1682 l'« abbaye d'en haut » désaffectée dont la chapelle devient l'église paroissiale de Montmartre.
L'ensemble des biens de l'abbaye est mis en vente comme bien national en 1794 à l'exception de l'église Saint-Pierre de Montmartre qui devient église paroissiale. 
L'abbaye d'en bas est comprise dans un lot de cette vente acquis par un entrepreneur de bâtiment qui la démolit et creuse une carrière de gypse ensuite comblée pour tracer des rues notamment la rue Yvonne Le Tac et la partie nord de la rue des Martyrs et construire des maisons.
Les Jésuites achètent le terrain de l'ancien Martyrium sur lequel l'abbé Le Rebours, curé de la Madeleine fit construire  une petite chapelle en bois ouverte en 1871 qui servit de prison pendant la Commune. La Compagnie de Jésus et l'abbé Le Rebours cédèrent en 1880 le terrain et la chapelle aux Auxiliatrices du Purgatoire qui construisent en 1887 un couvent dont la chapelle surmonte la crypte du saint martyr .